# Gjin I. Muzaka
Gjin I. Muzaka (auch Ghin I. Musachi, mittelgriechisch Μυρσιωάννης Ἀμιραλής; * 1337; † 1389) war ein albanischer Teilfürst (Archon).

## Leben
Gjin I. Muzaka entstammte der vornehmen, im zentralen Albanien begüterten Adelsfamilie Muzaka. Sein Vater Andrea II. Muzaka war der Gründer des Fürstentums Muzakaj mit der Hauptstadt Berat, das von 1335 bis 1444 bestand.
In den Quellen erscheint Gjin Muzaka 1367 als Kaballarios in Ioannina, wo ihn der serbische Gouverneur Thomas Preljubović kurzzeitig gefangen hielt. Als Andrea II. 1372 auf dem Sterbebett seine Besitzungen unter seinen drei Söhnen aufteilte, trat Gjins älterer Bruder Theodor II. die Nachfolge als Despot der Myzeqeja an. Gjin I. selbst herrschte über Tomornizza am Tomorr und die beiden Devolltäler. Da sein Bruder Stoya kinderlos starb, ging auch dessen Domäne Kastoria mit allen Städten und Ländereien an Gjin I. über.
Gjin I. Muzaka starb 1389 (oder 1390). Bestattet wurde er vermutlich in Korça in der von ihm gestifteten Analepsis-Kirche.

## Familie
Gjin I. Muzaka war mit Suina, Tochter von Materango Arianiti Comneno verheiratet. Das Paar hatte folgende Kinder:
- Andrea III. Muzaka ⚭ Kyranna[4] Tochter von Gjin Zenevisi von Argyrokastro und Vagenetia
- Elena Muzaka ⚭ Aidino Lopes
- Materango
- Condisa Muzaka ⚭ Soliman-Bey; hatte zwei Kinder
- Blasio
- Bogdan
- Laldi